# Love gone
〈Love gone〉는 코마츠 미호의 12번째 싱글이다.

## 개요
- 〈당신이 있으니까〉〈그대의 눈동자에는 비치지 않아〉〈Love gone〉과, 싱글 연애 3부작이라는 주제로 발매댄 제3탄 작품이며, 4번째 음반 《코마츠 미호 4: A thousand feelings》의 캐치코피인 “과거의 사랑, 현재의 사랑, 미래의 사랑이 여기에 있습니다.” 중에서 “과거의 사랑”에 위치하는 노래이다.

## 수록곡
1. Love gone
  - 작사 · 작곡: 코마츠 미호, 편곡: 오가 요시노부

TBS계 《코코로TV》 닫는 곡.
TBS계 《P.S.: Pop Shake》 닫는 곡.
프로모션 비디오는 오사카부의 한카이 전차의 차량 한 대를 빌려서 촬영됐다.
2. 이 이외의 사랑은 영원히 계속돼(これ以外の愛は永遠に続く)
  - 작사 · 작곡: 코마츠 미호, 편곡: 오가 요시노부
3. Love gone (instrumental)